# Taarof
Taarof (Tarof) (persiska: تعارف) menar inom Irans samhälle en  form av hövlighet eller etikettkonst som innebär att man lägger någon annans behov framför sitt egen. En osjälvisk handling som betonar ödmjukhet och social rang. För att uttala tarof skulle svenskar säga "ta-roff". 
Antropologer spårar ursprunget till ordet till ett arabiskt ord som betyder "bekant" eller "kunskap", men iranier har förvandlat tarof till något "unikt iransk" och tenderar att förstå det som en rituell artighet som utjämnar spelplanen och främjar jämlikhet i en hierarkisk kultur.
Enligt Mellanöstern-forskaren William O. Beeman är "Tarof ett oerhört svårt begrepp som omfattar ett brett komplex beteende som markerar och understryker skillnader i social status."  Till exempel i iransk kultur får den som går genom en dörr först få en form av status, men personen som får den andra att gå igenom dörren först får också status genom att ha fått den andra personen att göra det genom sin uppvisning av nåd och förtroende. När det gäller frågor av rang, "man anstår till en  överordnad (hyllning) och tilldelar en som är underordnad (favör), där man tvingar ära på lika (varken hyllning eller förmån) eller accepterar äran från en ordentlig källa, och därmed" vinner ". Status är relativt för individer i olika interaktioner, enligt Beeman, och rättigheter och skyldigheter förändras ständigt med förändringar i sociala miljöer.

## I sociala situationer
I gästfrihetsreglerna kräver tarof att en värd ska erbjuda allt som en gäst kanske vill ha, och en gäst är lika skyldig att vägra det. Denna ritual kan upprepa sig flera gånger innan värden och gästen äntligen avgör om värdens erbjudande och gästens vägran är äkta, eller helt enkelt en uppspel av artighet.
Om man bjuds på middag, förväntas gästen att äta mer än en portion. Tarof kräver dock inte att man bjuder sig själv till en andra eller tredje portion. Goda seder diktera att man först måste säga sig vara mätt och berätta för värden hur utmärkt maten var, och att det skulle vara omöjligt att äta mer. Värden förväntas sedan säga att man inte ska göra tarof (“ta'rof nakon” - liknande ”var inte oartig!”), för vilket rätt svar skulle vara att säga ”nej då”, och ger sig för värdens insisterande och sedan bjuder sig på en andra portion. Utfört på något annat sätt kan man anses stötande eller ohyfsad.